# ويبستر (تكساس)
ويبستر (بالإنجليزية: Webster, Texas)‏ هي مدينة تقع بولاية تكساس في شمال شرق الولايات المتحدة. تبلغ مساحة هذه المدينة 17 (كم²)، وترتفع عن سطح البحر 8 م، بلغ عدد سكانها 10400 نسمة في عام 2010 حسب إحصاء مكتب تعداد الولايات المتحدة .

## التركيبة السكانية
حدّد مكتب تعداد الولايات المتحدة بيانات التركيبة السكانية لويبستر في تعداد الولايات المتحدة. في ما يلي، التركيبة السكانية حسب تعدادي 2000 و2010.

### تعداد عام 2000
بلغ عدد سكان ويبستر 9,083 نسمة بحسب تعداد عام 2000، وبلغ عدد الأسر 4,114 أسرة وعدد العائلات 1,971 عائلة مقيمة في المدينة. في حين سجلت الكثافة السكانية 529.6 نسمة لكل كيلومتر مربع (1,371.7/ميل2). وبلغ عدد الوحدات السكنية 4,733 وحدة بمتوسط كثافة قدره 276 لكل كيلومتر مربع (714.8/ميل2).
وتوزع التركيب العرقي للمدينة بنسبة 64.85% من البيض و9.03% من الأمريكيين الأفارقة و0.55% من الأمريكيين الأصليين و5.72% من الأمريكيين ذوي الأصول الآسيوية و0.15% من سكان جزر المحيط الهادئ و15.78% من الأعراق الأخرى و3.92% من عرقين مختلطين أو أكثر و27.24% من الهسبانيون أو اللاتينيون من أي عرق.
بلغ عدد الأسر 4,114 أسرة كانت نسبة 26.8% منها لديها أطفال تحت سن الثامنة عشر تعيش معهم، وبلغت نسبة الأزواج القاطنين مع بعضهم البعض 32.7% من أصل المجموع الكلي للأسر، ونسبة 10.1% من الأسر كان لديها معيلات من الإناث دون وجود شريك، بينما كانت نسبة 5.1% من الأسر لديها معيلون من الذكور دون وجود شريكة وكانت نسبة 52.1% من غير العائلات. تألفت نسبة 40.6% من أصل جميع الأسر من عدة أفراد يعيشون في نفس المنزل ونسبة 2.1% كانت تتألف من شخص يعيش بمفرده يبلغ من العمر 65 عاماً أو أكثر. وبلغ متوسط حجم الأسرة المعيشية 2.14، أما متوسط حجم العائلات فبلغ 2.97.
بلغ العمر الوسطي للسكان 29.2 عاماً. وكانت نسبة 20.7% من القاطنين تحت سن الثامنة عشر، وكانت نسبة 15% بين الثامنة عشر والرابعة والعشرين عاماً، ونسبة 43.2% كانت واقعةً في الفئة العمرية ما بين الخامسة والعشرين والرابعة والأربعين عاماً، ونسبة 15.1% كانت ما بين الخامسة والأربعين والرابعة والستين، ونسبة 3% كانت ضمن فئة الخامسة والستين عاماً فما فوق. يوجد لكل 100 أنثى 113.1 ذكر، ويوجد لكل 100 أنثى في الثامنة عشر من عمرها فما فوق 112.2 ذكر.
بلغ متوسط دخل الأسرة في المدينة 42,385 دولارًا، أما متوسط دخل العائلة فبلغ 43,495 دولارًا. وكان متوسط دخل الذكور 35,346 دولارًا مقابل 29,808 دولارًا للإناث. وسجل دخل الفرد الخاص بالمدينة 21,964 دولارًا. وكانت نسبة 12.5% من العائلات ونسبة 13.2% من السكان تحت خط الفقر، وكان من هؤلاء نسبة 19.7% تحت سن الثامنة عشر ونسبة 5.6% في الخامسة والستين من العمر وما فوق.

### تعداد عام 2010
بلغ عدد سكان ويبستر 10,400 نسمة بحسب تعداد عام 2010، وبلغ عدد الأسر 4,900 أسرة وعدد العائلات 2,095 عائلة مقيمة في المدينة. في حين سجلت الكثافة السكانية 606.4 نسمة لكل كيلومتر مربع (1,570.6/ميل2). وبلغ عدد الوحدات السكنية 5,763 وحدة بمتوسط كثافة قدره 336 لكل كيلومتر مربع (870.2/ميل2).
وتوزع التركيب العرقي للمدينة بنسبة 59.62% من البيض و13.59% من الأمريكيين الأفارقة و0.71% من الأمريكيين الأصليين و4.54% من الأمريكيين ذوي الأصول الآسيوية و0.12% من سكان جزر المحيط الهادئ و17.38% من الأعراق الأخرى و4.04% من عرقين مختلطين أو أكثر و34.05% من الهسبانيون أو اللاتينيون من أي عرق.
بلغ عدد الأسر 4,900 أسرة كانت نسبة 24.8% منها لديها أطفال تحت سن الثامنة عشر تعيش معهم، وبلغت نسبة الأزواج القاطنين مع بعضهم البعض 24.5% من أصل المجموع الكلي للأسر، ونسبة 12.6% من الأسر كان لديها معيلات من الإناث دون وجود شريك، بينما كانت نسبة 5.7% من الأسر لديها معيلون من الذكور دون وجود شريكة وكانت نسبة 57.2% من غير العائلات. تألفت نسبة 46.1% من أصل جميع الأسر من عدة أفراد يعيشون في نفس المنزل ونسبة 8.3% كانت تتألف من شخص يعيش بمفرده يبلغ من العمر 65 عاماً أو أكثر. وبلغ متوسط حجم الأسرة المعيشية 2.07، أما متوسط حجم العائلات فبلغ 2.99.
بلغ العمر الوسطي للسكان 29.8 عاماً. وكانت نسبة 20.1% من القاطنين تحت سن الثامنة عشر، وكانت نسبة 14.9% بين الثامنة عشر والرابعة والعشرين عاماً، ونسبة 39% كانت واقعةً في الفئة العمرية ما بين الخامسة والعشرين والرابعة والأربعين عاماً، ونسبة 17% كانت ما بين الخامسة والأربعين والرابعة والستين، ونسبة 9.1% كانت ضمن فئة الخامسة والستين عاماً فما فوق. وتوزع التركيب الجنسي للسكان بنسبة 50% ذكور و50% إناث.

## أعلام
- جيم شامبرلن
- جوش هويستيس

## وصلات خارجية
- www.cityofwebster.com
- The US50 - Cities and Towns in Texas State